# Pokrowska-Kirche (Kiew)
Koordinaten: 50° 27′ 39″ N, 30° 31′ 8″ O

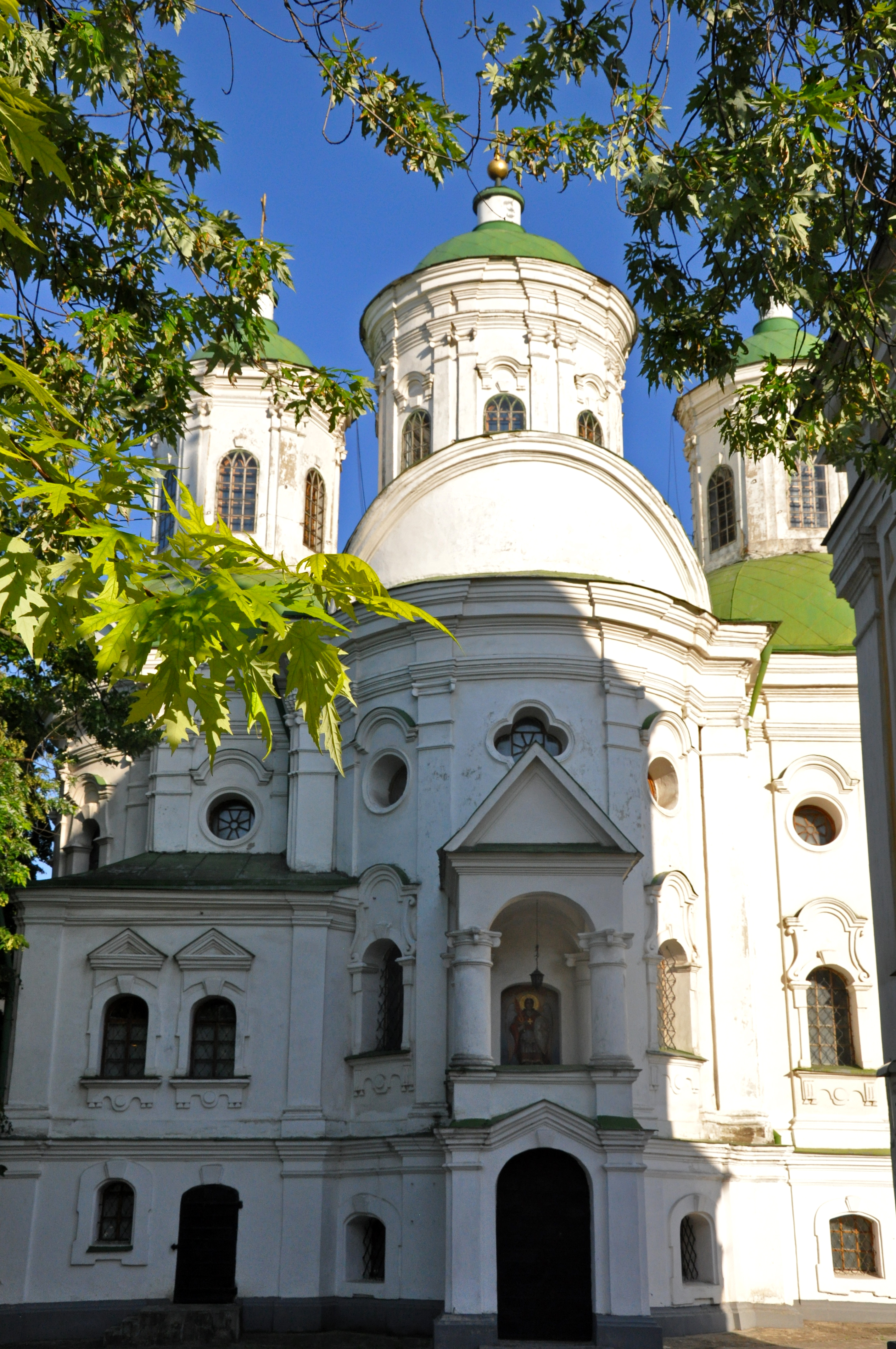
Die Pokrowska-Kirche in Kiew-Podil im Jahr 2011

Die Pokrowska-Kirche (ukrainisch Святопокровська Покровська церква/Pokrowska zerkwa) ist ein Kirchengebäude der Orthodoxen Kirche der Ukraine im Stadtrajon Podil in gleichnamigen Stadtteil der ukrainischen Hauptstadt Kiew.
Die zweistöckige Steinkirche wird von drei Kuppeln gekrönt und befindet sich auf der Pokrowska Wulyzja Nr. 7. Sie wurde zwischen 1766 und 1772 im Stil des ukrainischen Barocks nach dem Entwurf des Architekten Iwan Hryhorowytsch-Barskyj (Іван Григорович Григорович-Барський) anstelle eines verbrannten hölzernen Vorgängerbaus aus dem Jahre 1685 errichtet und ist ein architektonisches Denkmal.
Der Glockenturm neben der Kirche wurde im Jahre 1809 erbaut. Beim Großbrand im Jahr 1811 wurde die Kirche schwer beschädigt und konnte erst im Jahr 1817 erneut geweiht werden.

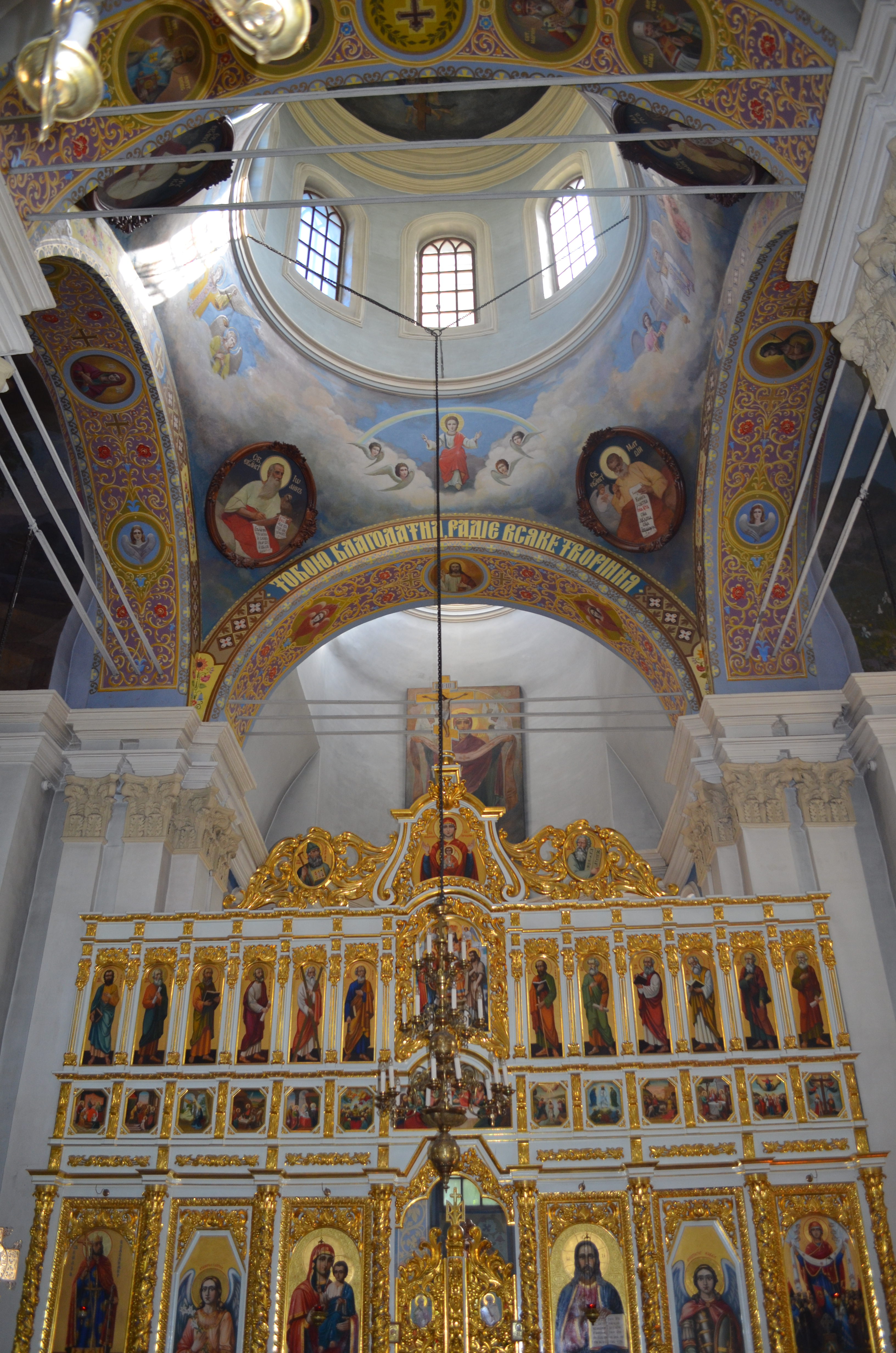
Innenansicht der Kirche